# Mio Negga
Mio Elis Elof Negga, känd under sitt artistnamn 169 och sitt tidigare namn Lovisa Negga, född 17 augusti 1990 i Göteborg och uppvuxen i Linköping, är en svensk-samisk-fransk musiker inom främst electropop. Han har släppt två soloalbum, och varit förband åt Familjen, Alice in Videoland, Armand Mirpour, och Den svenska björnstammen. Han var tidigare medlem i popbandet The Majority Says. Negga driver även det egna skivbolaget Petrichord Records.

## Biografi
Negga föddes till tjej i Angered i Göteborg, med en fransk far och en samisk mor. Vid födseln fick han namnet Lovisa Tardat.
Hösten 2005 började han sin karriär som sångare och basist i popbandet The Majority Says. I november 2009 publicerade han demolåten Förkärleken/Slirar och i februari 2010 en demoversion av låten Iskall. 2010 lämnade han bandet The Majority Says, och samma år bytte han från sin fars franska efternamn Tardat till sin mors samiska efternamn Negga. Efter namnbytet började han mer och mer fördjupa sig i sin samiska bakgrund, och efter att ha uppträtt på en samisk musikfestival började han lära sig samiska. 2 september 2011 släppte han debutskivan Kär, under namnet Lovisa Negga. På skivan medverkar bland andra Familjen, Peter Engström från 047, och Åke Olofsson från Den svenska björnstammen. Samma år spelade Negga in låten Slow tillsammans med discjockeyduon MRTN.
Negga har tidigare bara sjungit på svenska och engelska, men 6 februari (samiska nationaldagen) 2013 släppte han sin första samiska låt; singeln Mihá Ja Gievrra på lulesamiska. Låten var bland annat med i en reklamkampanj för videoströmningstjänsten Viaplay.
2013 framförde Negga en cover på låten Nothing Better av gruppen The Postal Service. Låten gjorde han för Pridefestivalen i Norrköping.
I januari 2016 valde Negga att officiellt gå ut med sin transsexualitet och att han bytt namn från Lovisa till Mio.
Negga driver det egna skivbolaget Petrichord Records, tidigare BITE Records. 5 februari 2016 släppte Negga EP:n Balodagá Pt. 1 som var den första releasen under Neggas nya artistnamn "169". Enligt Negga härstammar det nya artistnamnet från ILO-konvention nummer 169, Konventionen om ursprungsfolk och stamfolk, som behandlar ursprungsbefolkningars rättigheter.

## Diskografi

### Som Lovisa Negga
- 2009 – Förkärleken, slirar
- 2010 – Iskall
- 2010 – Är du en av dem?
- 2011 – Kärlek Eller Inbillning
- 2011 – Kär
- 2012 – Höj musiken
- 2012 – Synd.
- 2013 – Mihá Ja Gievrra
- 2014 – Hájkka Sájvva

### Med Phrases
- 2015 – Wake

### Som 169
- 2016 – Balodagá Pt. 1